# Pulj
Pulj (hrvaško Pula, italijansko Pola, istriotsko Puola) je največje istrsko mesto, pomembno civilno in vojaško pristanišče na Hrvaškem, sedež istoimenske mestne občine (hrv. Grad Pula) z okoli 52.000 prebivalci (2021; 1991 še preko 60.000), ki se skoraj popolnoma prekriva z območjem mesta. Pulj je največje mesto in sedež in nekaterih uradov Istrske županije (njen formalni sedež je sicer v Pazinu), Univerze Juraja Dobrile, Istrskega narodnega kazališta (gledališča), luške kapitanije za hrvaško Istro in drugotni (konkatedralni) sedež rimskokatoliške Poreško-Puljske škofije.
Leži na jugu istrskega polotoka, v dobro zaščitenem zalivu , kjer je mdr. znana puljska ladjedelnica Ladjedelnica Uljanik.
Pulj je ena od občin, kjer živijo pripadniki avtohtone slovenske manjšine v Istri.

## Etimologija
Italijansko ime Pola izhaja iz rimskega imena Provincia Iulia Pola Polentia Herculanea.

### Opis in znamenitosti
Pulj je znan po svojem blagem podnebju, mirnem morju in lepi naravi. Mesto ima dolgo tradicijo vinarstva, ribištva, tranzitne luke, ladjedelništva in turizma. Pulj je administrativno središče Istre že od rimskih časov.
Mesto je poznano po dokaj ohranjenih rimskih zgradbah, od katerih je najbolj znan amfiteater oz. (Puljska) Arena iz prvega stoletja, ki je šesti po velikosti na svetu in eden najbolje ohranjenih.

## Zgodovina
Od leta 1859 do razpada avstro-ogrske monarhije 1918 je bil Pulj glavno pristanišče avstro-ogrske vojne mornarice, hkrati pa tudi zelo pomembna ladjedelnica, v katerih so gradili avstrijske vojne ladje.

## Demografija
| Pregled števila prebivalcev po letih | Pregled števila prebivalcev po letih | Pregled števila prebivalcev po letih | Pregled števila prebivalcev po letih | Pregled števila prebivalcev po letih | Pregled števila prebivalcev po letih | Pregled števila prebivalcev po letih | Pregled števila prebivalcev po letih | Pregled števila prebivalcev po letih | Pregled števila prebivalcev po letih | Pregled števila prebivalcev po letih | Pregled števila prebivalcev po letih | Pregled števila prebivalcev po letih | Pregled števila prebivalcev po letih | Pregled števila prebivalcev po letih |
| ------------------------------------ | ------------------------------------ | ------------------------------------ | ------------------------------------ | ------------------------------------ | ------------------------------------ | ------------------------------------ | ------------------------------------ | ------------------------------------ | ------------------------------------ | ------------------------------------ | ------------------------------------ | ------------------------------------ | ------------------------------------ | ------------------------------------ |
| 1857                                 | 1869                                 | 1880                                 | 1890                                 | 1900                                 | 1910                                 | 1921                                 | 1931                                 | 1948                                 | 1953                                 | 1961                                 | 1971                                 | 1981                                 | 1991                                 | 2001                                 |
| 3628                                 | 10601                                | 25390                                | 31498                                | 36143                                | 59498                                | 38591                                | 44219                                | 20812                                | 28259                                | 37099                                | 47156                                | 56153                                | 62378                                | 58594                                |

Mesto v ožjem področju šteje 67.000 prebivalcev, bližnja okoliška področja pa naseljuje še dodatnih 40.000 ljudi, kar predstavlja večino istrskega prebivalstvata, tako da spada tudi med največja hrvaška mesta.